# Жијак ет Бризак
Жијак ет Бризак (фр. Gilhac-et-Bruzac) насеље је и општина у источној Француској у региону Рона-Алпи, у департману Ардеш која припада префектури Прива.
По подацима из 2011. године у општини је живело 159 становника, а густина насељености је износила 5,14 становника/km². Општина се простире на површини од 30,94 km². Налази се на средњој надморској висини од 600 метара (максималној 786 m, а минималној 160 m).

## Демографија
| 1962. | 1968. | 1975. | 1982. | 1990. | 1999. | 2011. |
| ----- | ----- | ----- | ----- | ----- | ----- | ----- |
| 88    | 138   | 108   | 113   | 138   | 115   | 159   |

График промене броја становника у току последњих година